# Stregone (Dungeons & Dragons)
Nel gioco di ruolo fantasy Dungeons & Dragons, lo stregone (Sorcerer nella versione originale in inglese) è una delle classi base descritte nel Manuale del Giocatore. Uno stregone è un individuo che scopre in sé la capacità innata di manipolare la magia arcana senza la necessità di dover studiare per poterlo fare.

## Archetipo
Quelle illustrate di seguito sono le tipiche connotazioni dell'archetipo di stregone come descritto nei manuali base di D&D, in cui l'ambientazione di riferimento è Greyhawk. La creazione di differenti ambientazioni e la fantasia di giocatori e dungeon master hanno, nel tempo, evoluto questo modello facilmente accomunabile al "classico" stregone fantasy (come, ad esempio, Gandalf), creando figure anche molto lontane dall'archetipo.
Le leggende – e molti degli stregoni stessi – attribuiscono la loro abilità di lanciare incantesimi alla discendenza dai draghi. Altri manipolatori della magia arcana sono i maghi che, però, non avendo nessuna capacità innata, sono costretti ad anni di intenso studio e di apprendistato. Avendo a disposizione più tempo da dedicare ad altre attività oltre lo studio, lo stregone è un combattente più capace rispetto ad un mago, anche se non è sufficientemente abile da resistere a duri scontri. Il desiderio di migliorare le sue capacità magiche lo porta generalmente ad una vita errante e solitaria; infatti, a differenza del mago, lo stregone non può accelerare la sua conoscenza di nuovi incantesimi studiando o trascrivendo pergamene con incantesimi sconosciuti su un "libro degli incantesimi", ma deve fare esperienza e non ha interesse a condividere le sue conoscenze con altri. Questo è, insieme al basso numero, il motivo per cui usualmente sceglie incantesimi di attacco e particolarmente distruttivi, perdendo la versatilità da questo punto di vista che invece i maghi possono permettersi, potendoli preparare   in maniera utile per l'occasione e potendone avere un numero virtualmente infinito.
Uno stregone comincia ad essere tale quando scopre la sua capacità innata; questo il più delle volte avviene da giovane, ma può capitare anche in tarda età.

## Evoluzione nella storia di D&D

### D&D Terza Edizione (3.0)
La classe dello stregone appare per la prima volta nel gioco, inserita fra le classi base del Manuale del Giocatore. È una classe molto simile a quella del mago, ma l'innovazione consiste nella capacità di lanciare incantesimi senza dover prima studiare un libro degli incantesimi o meditare, come invece sono costretti a fare gli altri incantatori. A differenza di un mago uno stregone è svantaggiato nel numero di incantesimi conosciuti; infatti, ad esempio, uno stregone di primo livello ha a disposizione 4 incantesimi di livello zero e 2 di livello uno fra cui scegliere quali lanciare, mentre un mago di primo livello ha scritti sul suo libro degli incantesimi tutti gli incantesimi di livello zero e tre di livello uno, fra cui può scegliere quali preparare, quindi una quantità notevolmente maggiore; inoltre, questa quantità di incantesimi viene aumentata da un eventuale bonus di Intelligenza, mentre lo stregone non applica il suo eventuale bonus di carisma per aumentare quelli che conosce.
Lo stregone deve attendere il passaggio di livello per accedere a nuovi incantesimi, però ne può lanciare giornalmente un numero maggiore; ad esempio, uno stregone di primo livello può lanciare 5 incantesimi di livello zero e 3 di livello uno, mentre un mago dello stesso livello ne può lanciare 3 di livello zero e 1 di livello uno. Altri vantaggi dello stregone sono quello, da non sottovalutare, di non doversi portare dietro e non doversi preoccupare della sorte di un voluminoso libro degli incantesimi (cosa che invece i maghi sono costretti a fare, data la possibilità che venga rubato) e quello di poter scegliere, al contrario di tutti gli altri incantatori arcani e divini, di utilizzare uno slot di livello più alto per lanciare un incantesimo di livello più basso. Come il mago, uno stregone sa maneggiare – ha competenza – solo armi classificate come semplici (come, ad esempio, una mazza o una balestra) mentre non ha idea di come si indossi un'armatura o di come si utilizzi efficacemente uno scudo. Lo stregone può essere accompagnato da un famiglio, cioè un piccolo compagno ai suoi ordini (ad esempio un corvo, un gatto, un gufo, un serpente ecc.). Il famiglio non è un semplice animale, bensì una creatura magica. Oltre alla possibilità di evocare un famiglio, non ha altri privilegi di classe.

#### D&D 3.5
Nella revisione di D&D Terza Edizione, la modifica più importante che riguarda lo stregone è quella di poter scegliere, progressivamente con l'aumento di livello, di cambiare un incantesimo che già conosce con uno dello stesso livello ma sconosciuto; l'incantesimo scartato viene letteralmente "perso".

## Ambientazioni

### Forgotten Realms
Lo stregone è una classe apparsa solo in D&D Terza Edizione e, di conseguenza, la presenza nei FR è limitata ai solo manuali per questa edizione che trattano in modo estremamente marginale i continenti Maztica, Kara-Tur e Zakhara; per cui, per essi non c'è materiale riguarda gli stregoni, anche se è possibile supporre la loro presenza poiché che non ci sono dati contrari.
Nel Faerûn, lo stregone è, come il mago, un praticante dell'"Arte" (la magia arcana), ed è in grado di manipolare la Trama. La gente comune non riesce a distinguere fra un mago e uno stregone, che chiama indistintamente "magio"; fra le due tipologie di incantatore arcano è radicato un reciproco sospetto fondato su dubbi e luoghi comuni: fra stregoni e maghi usualmente non scorre buon sangue. I primi considerano i secondi arroganti e saccenti, legati alle tradizioni ed incapaci di innovare l'Arte; i secondi considerano i primi pericolosi principianti legati a forze oscure. I nani nati prima della "Benedizione del Tuono" (fondamentalmente un intervento divino avvenuto nel 1306 CV, Anno del Tuono) non possono essere stregoni; questo è probabilmente legato al fatto che, fino ad AD&D Seconda Edizione, un nano non poteva accedere a nessuna classe in grado di usare la magia arcana. Fra i personaggi degni di nota la più potente e famosa strega è la regina dell'Aglarond, chiamata la Simbul.